# Dunalis
 Das Souterrain von Dunalis (irisch Dún Oilí Uachtarach) liegt im Westen von Coleraine (irisch Cúil Raithin ) im County Londonderry in Nordirland westlich des „Portstewart Reservoir“; einem kleinen Stausee. Bei Souterrains wird grundsätzlich zwischen „rock-cut“, „earth-cut“, „stone built“ und „mixed“ Souterrains unterschieden.

## Beschreibung
Es handelt sich um den Typ „drystone built“, bestehend aus Kammern mit Quergängen und Nischen aus Trockenmauerwerk, die mittels Schlupfen verbunden sind. Der heutige Zugang verläuft senkrecht nach unten. Der ursprüngliche liegt unter dem Wasserstand des Stausees. Die Ausgrabung des Souterrains im Jahre 1934 zeigte, dass es im Grundriss T-förmig ist. Heute ist nur der lange, gerade, kaum gegliederte äußere Abschnitt (Kammer 1) mit einer Seitennische zugänglich. 
Die drei anderen Kammern (2–4) liegen auf einer über 20 m langen annähernd geraden West-Ost orientierten Linie. Nahe dem Ende der Kammern 2 und 3 befinden sich kurze Kröpfungen hinter denen die Kammern durch Schlupfe unterteilt sind. Am Anfang der Kammer 3 befindet sich ein langer Quergang, der verfüllt wurde. Hier wurden Keramikscherben von Souterrain Ware gefunden.
Ein Sturzstein in der Decke der Kammer 2 ist ein Oghamstein mit der Inschrift BROCAGNI MAQI MU[COI], der über das Entstehungsdatum seiner Gattung anzeigt, dass das Souterrain in frühchristlicher Zeit entstanden ist.